# Kothmühle (Nettetal)
Die Kothmühle ist eine an der Nette gelegene Wassermühle in Lobberich mit einem unterschlächtigen Wasserrad.

## Geographie
Die Kothmühle hat ihren Standort an der Nette, Flothend, im Stadtteil Lobberich in der Stadt Nettetal im Kreis Viersen in Nordrhein-Westfalen. Die Nette hat hier eine Höhe von ca. 46 m über NN.
Die Pflege und Unterhaltung des Gewässers obliegt dem Netteverband, der in Nettetal seinen Sitz hat.

## Geschichte
Die erste Erwähnung der Kothmühle führt auf das Jahr 1441 zurück, als eine Krickenbecker Erbengemeinschaft von zwölf Mitgliedern, angeführt von „Harman und Aleyt van Kreckenbeck geheiten van der Neelsen“, die „Kaethmuhle“ an „heynen moellner“-  den Müller Heinrich und dessen Ehefrau Katharina Greven einen Pachtvertrag „zu ewigen Zeiten“ in Erbpacht überließen. Der Pachturkunde war eine Liste der mahlpflichtigen Höfe beigefügt.
Ab dem 16. Jahrhundert hielt die Familie v. Bocholtz die Hauptanteile der Mühle. Die Mühle wurde als Mahlmühle mit einem unterschlächtigen Wasserrad betrieben. Um 1839 verkaufte der letzte unter den adeligen Eigentümern, Maximilian v. Bentinck, den Besitz. Der neue Besitzer kaufte ein 12 PS-Dampflokomobil und war so von der Wasserkraft unabhängig. Das Wasserrad lief nur noch, wenn genügend Wasser vorhanden war. 1935 wurde die Mühle geschlossen.

## Galerie

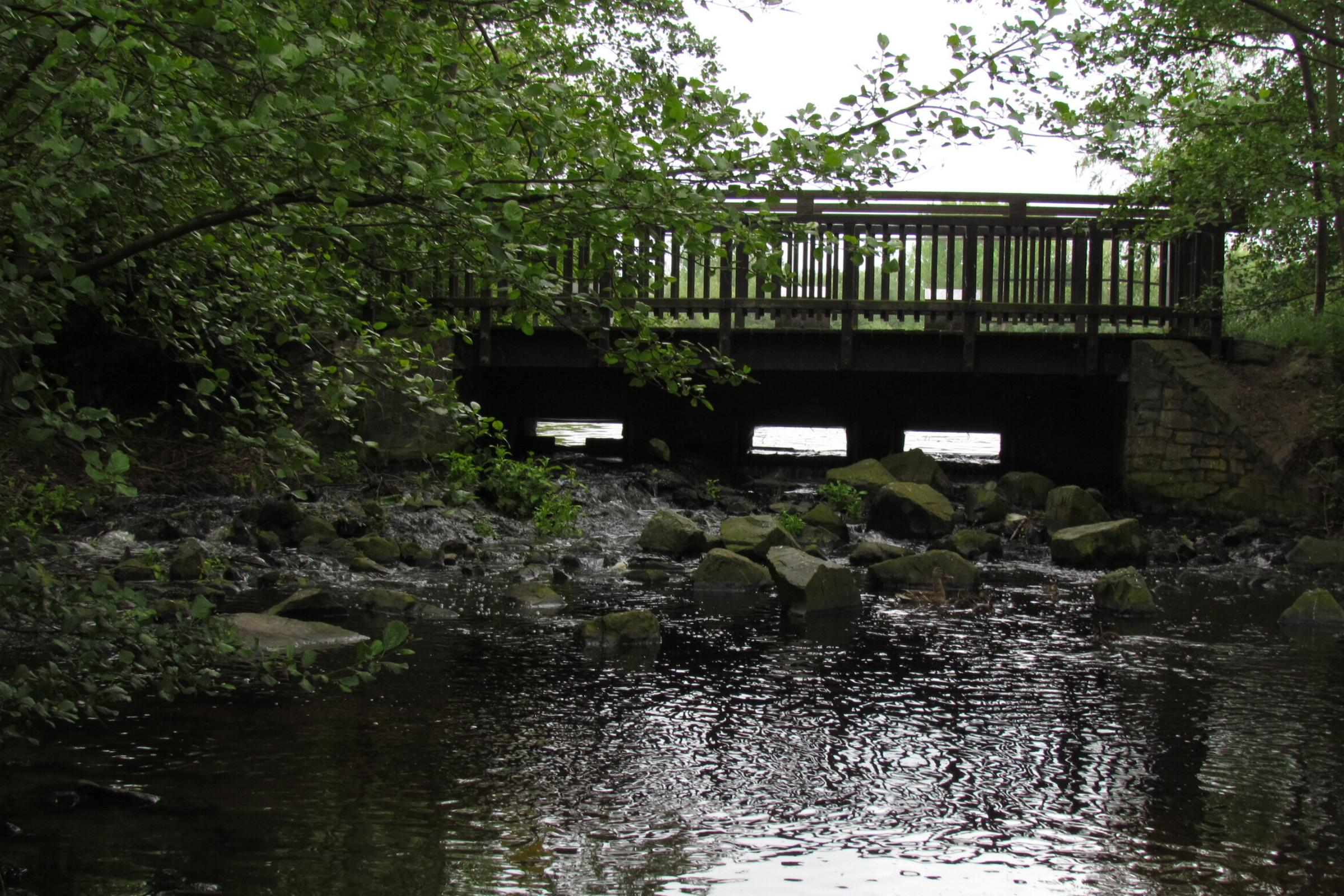
Nettezufluss zur Kothmühle
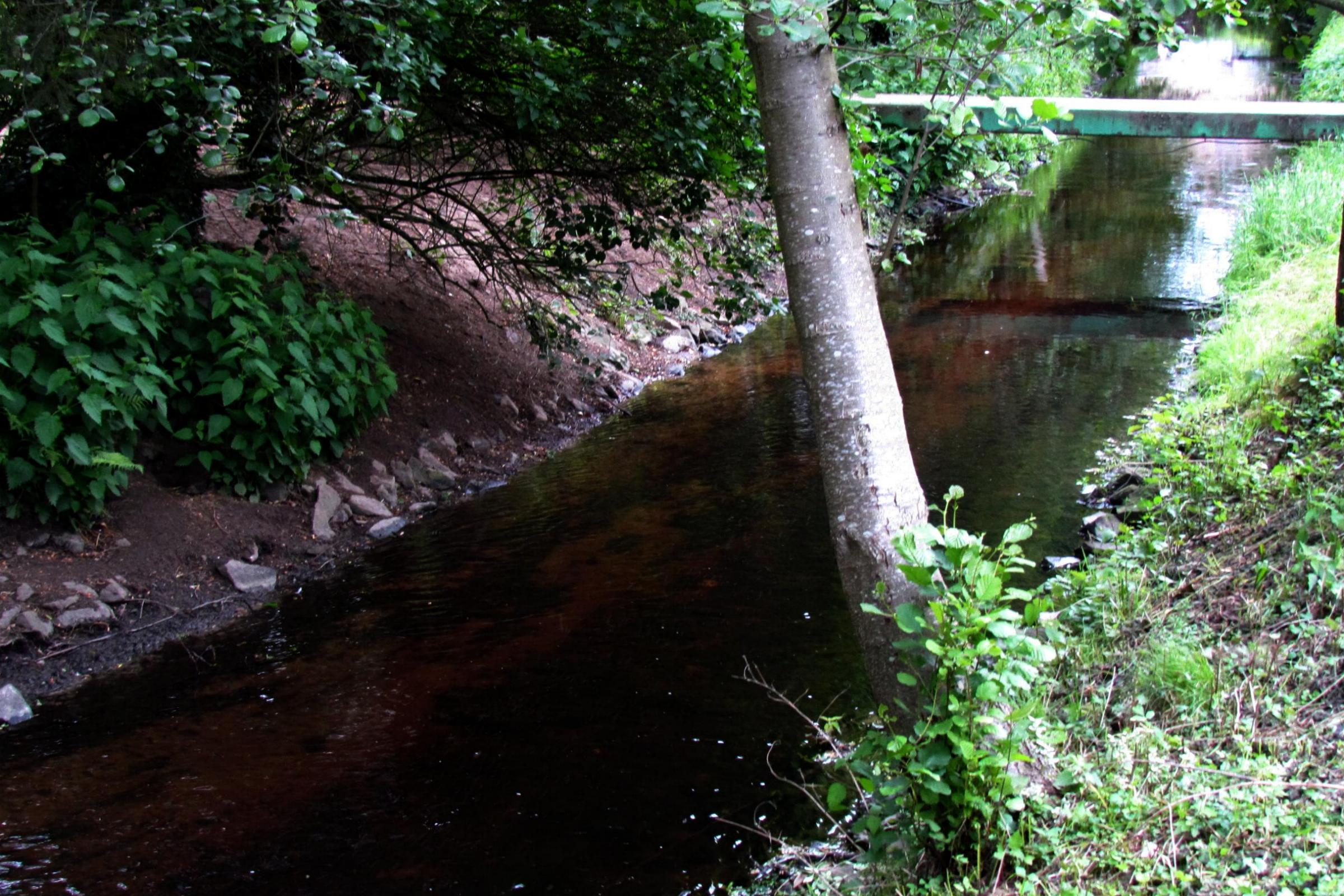
Die Nette unterhalb der Kothmühle
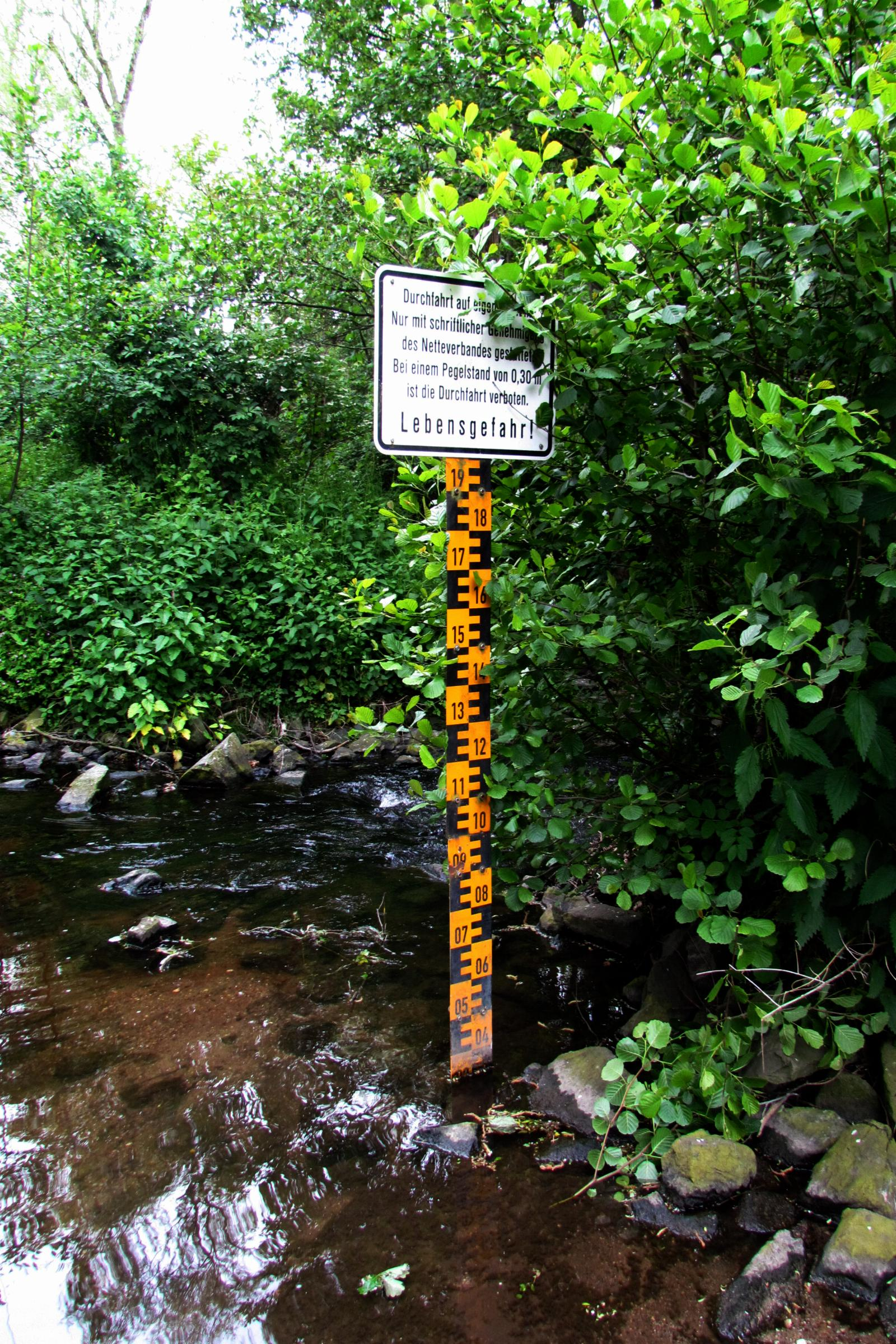
Pegelmesser an der Kothmühle
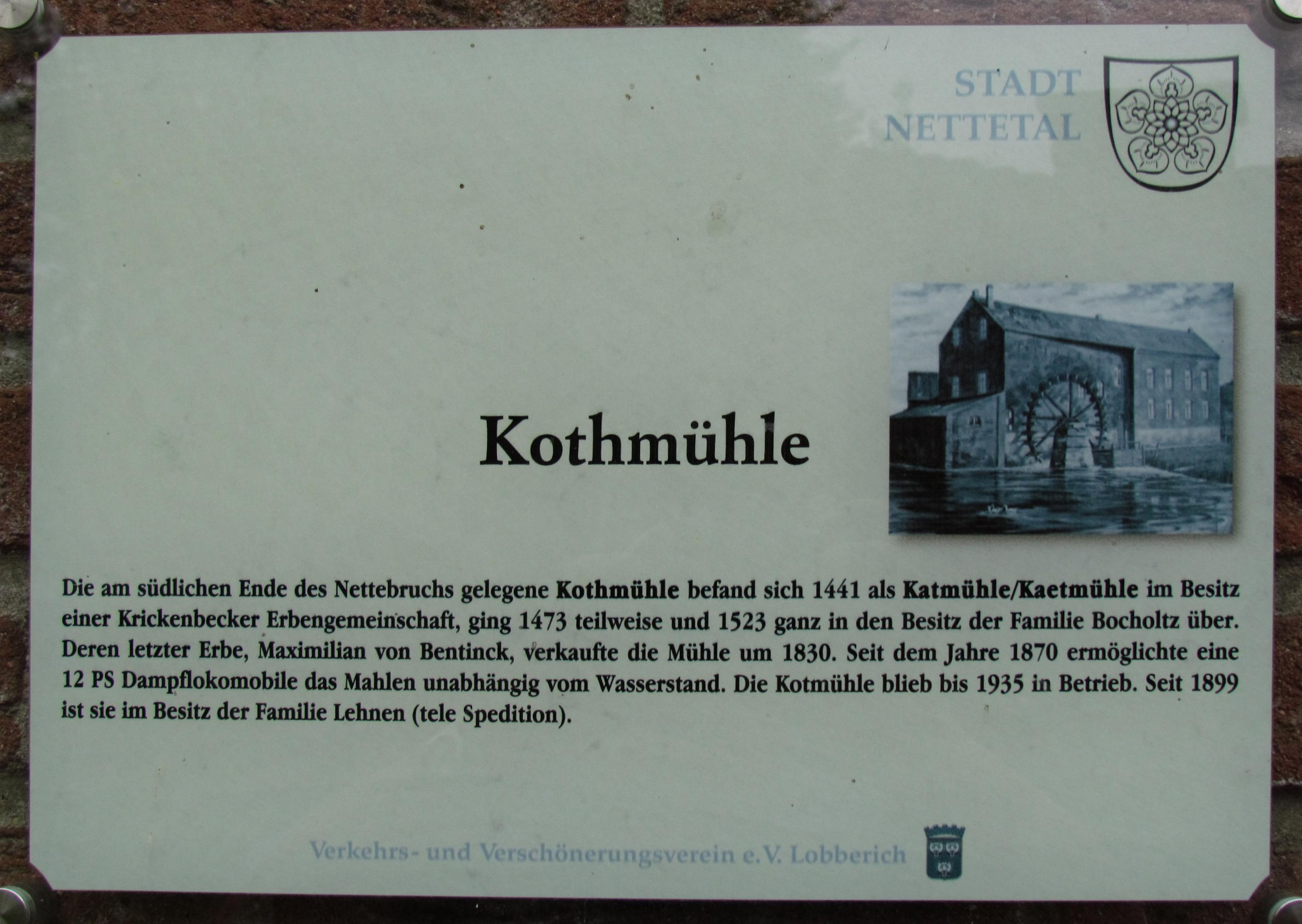
Infotafel an der Kothmühle
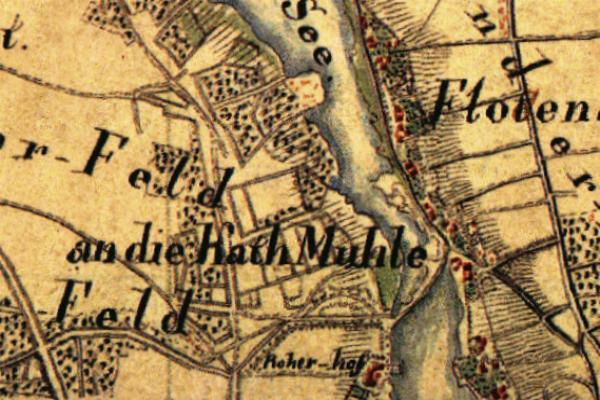
Tranchotkarte Nr. 34 1802/04